# RWE
RWE AG (Indtil 1990: Rheinisch-Westfälisches Elektrizitätswerk AG), er et tysk energiselskab med hovedsæde i Essen, Nordrhein-Westfalen. RWE bekæftiger sig med elektricitet, naturgas og offentlig forsyning. Gennem sine forskellige datterselskaber forsyner virksomheden 20 millioner kunder med el og 10 millioner med gas primært i Europa. RWE er den næststørste elektricitetsproducent i Tyskland (E.ON er størst). RWE har tidligere ejet American Water, USAs største investorejede vandforsyningsselskab, men det blev frasolgt i 2008. Datterselskabet RWE Dea producerer noget af den olie og gas som moderselskabet sælger. RWE er den største tyske investor i Egypten gennem RWE Dea og RWE Power. Virksomheden er også begyndt at investere i vindmølleparker.
Som led i diskussionen om koalitionsafgangen og især om tvisten over Hambacher-skoven var høj kritik af gruppens praksis højt.

## Historie
Virksomheden er grundlagt i Essen i 1898 som Rheinisch-Westfälisches Elektrizitätswerk Aktiengesellschaft (RWE). RWE åbnede sit første kraftværk i Essen i 1900.
I år 1900 ejede de lokale kommuner i fællesskab majoriteten i virksomheden.

## Datterselskaber
RWE's datterselskaber inkluderer:
- RWE Power AG
  - Gundremmingen atomkraftværk (75% RWE, 25% E.ON Kernkraft GmbH)
  - Biblis atomkraftværk
  - Emsland atomkraftværk
  - Mülheim-Kärlich atomkraftværk (inaktiv, dekonstruktion)
  - Lingen atomkraftværk (inaktiv, dekonstruktion)

- RWE Generation SE
- RWE Supply & Trading GmbH
- RWE Renewables GmbH (vedvarende energi)